# 7406-os mellékút (Magyarország)
A 7406-es számú mellékút (Magyarország) egy bő négy kilométer hosszú, négy számjegyű országos közút Zala vármegye középső részén. Csak a megyeszékhely Zalaegerszeg területén húzódik, az egymástól több kilométerre eső, korábban egymástól független városrészeket összekötő utak egyikeként.

## Nyomvonala
Zalaegerszeg Nekeresd városrészének déli szélén kezdődik, a Sümegtől idáig húzódó 7328-as út végét jelentő körforgalomból kiindulva. Kiserdei út néven halad, a városi új köztemető déli széle mellett, Kaszaháza városrész északi peremén. A városrész házait elhagyva Gébárti út lesz a neve, 1. kilométerénél kiágazik belőle észak felé a 74 106-os út, amely Ságod városrészbe vezet és ott ér véget, 2,9 kilométer után. 1,6 kilométer után már Neszele városrészben halad, továbbra is az előző néven, majd 2,4 kilométer megtételét követően ismét egy külterületi jellegű szakasza következik. 3,4 kilométer teljesítése után érkezik Gébárt városrész házai közé, ott ér véget, beletorkollva a 762-es főútba – ami az északi elkerülő átadása előtt a 76-os főút belvárosi szakasza volt –,  annak 59,750-es kilométerszelvénye közelében.
Teljes hossza, az országos közutak térképes nyilvántartását szolgáló kira.gov.hu adatbázisa szerint 4,221 kilométer.

## Hídjai
Egyetlen jelentős hídja a Gébárti-híd, a 2,987-es kilométerszelvényénél. A híd 1971-ben épült, fordított T tartós szerkezettel, teljes szerkezeti hossza 9,9 méter, egyetlen nyílásának szélessége 8,8 méter.